# Припустимо — ти капітан...
«Припустимо — ти капітан...» — радянський художній фільм 1976 року, знятий режисером Аллою Суріковою на Кіностудії ім. О. Довженка.

## Сюжет
За мотивами оповідань Юрія Сотника про пригоди школярів, які захоплюються театром та іншими видами мистецтва. Фільм складається з трьох новел: «Приготувалися, плачемо!», «У цьому щось є…», «Конкурс капітанів».

## У ролях
- Ольга Ткачук — Аглая
- Геннадій Юрчук — Альоша Бурков
- Олександр Ткачук — Антон Дудкін
- Валерій Єгоров — Женя Шустіков, юний режисер
- Женя Конофольська — Зіна Брікіна
- Іра Конофольська — Вася Брикін
- Олег Веселий — Вовочка Брикін
- Женя Варшавський — Гоша Люкін, автор пісні про капітана
- Валерій Король — Діловитий
- Оксана Салівоненко — Оксанка
- Лариса Кадочникова — мама Альоші
- Анатолій Юніков — батько Альоші, Володимир Бурков
- О. Шиленко — епізод
- Зорій Коваль — епізод
- Петро Філоненко — епізод
- Ірина Терещенко — епізод
- Маргарита Кошелєва — епізод
- Олександр Толстих — епізод
- Вітольд Янпавліс — епізод
- Лев Окрент — бігун із собакою
- Ігор Слободський — епізод
- А. Спектор —епізод
- В. Чучеро — епізод
- І. Раковський — епізод
- В. Рудь — епізод
- А. Єрошевський — епізод

## Знімальна група
- Режисер — Алла Сурікова
- Сценаристи — Валентин Горлов, Алла Сурікова
- Оператор — Віктор Політов
- Композитор — Володимир Дашкевич
- Художники — Олексій Бобровников, Василь Безкровний